# Schoenoplectus fohaiensis
Schoenoplectus fohaiensis är en halvgräsart som först beskrevs av Tang och Fa Tsuan Wang, och fick sitt nu gällande namn av Eisuke Hayasaka. Schoenoplectus fohaiensis ingår i släktet sävsläktet, och familjen halvgräs. Inga underarter finns listade i Catalogue of Life.